# Margaret Beaufort
Margaret Beaufort (phát âm: /ˈboʊfərt/, BOH-fərt; hay /ˈbjuːfərt/, BEW-fərt; 31 tháng 5, 1443 - 29 tháng 6, 1509), thường gọi Lady Margaret Beaufort, là một phụ nữ quý tộc người Anh, mẹ đẻ của Henry VII của Anh và là bà nội của Henry VIII.
Bà là một nhân vật quan trọng của Chiến tranh Hoa Hồng, có vai trò lớn trong việc đưa con trai mình Henry Tudor trở thành Quốc vương và lập nên Vương tộc Tudor. Với thân phận là mẹ ruột của nhà vua, Phu nhân Margaret Beaufort tuy có tước vị thấp hơn Thái hậu Elizabeth Woodville lẫn vợ của con trai bà, Elizabeth xứ York, do bà chưa từng là Vương hậu mà chỉ là một phụ nữ quý tộc, nhưng thực tế bà lại là người được xem là ["Đệ nhất phu nhân"] có ảnh hưởng lớn nhất trong triều đình Tudor khi ấy.
Bà đã lập nên hai trường đại học lừng danh của Cambridge, Christ's College vào năm 1505 và St John's College, được hoàn thành sau khi bà qua đời. Lady Margaret Hall, Oxford là trường đại học đầu tiên ở Oxford chấp nhận phụ nữ, đã lấy tên bà để tôn vinh, và trong khuôn viên trường cũng có một bức tượng tưởng niệm bà.

## Tiểu sử
Phu nhân Margaret là con gái, đồng thời là người thừa kế duy nhất của John Beaufort, Công tước thứ 1 xứ Somerset, người cháu nội đã được hợp pháp hóa của John xứ Gaunt qua cuộc hôn nhân với Katherine Swynford. Do đó, Margaret là một hậu duệ đã được công nhận mang tính pháp lý từ Edward III của Anh. Bà được sinh ra ở Lâu đài Bletsoe, Bedfordshire, và trong khi năm sinh của bà gây tranh cãi giữa 1441 và 1443, thì ngày sinh 31 tháng 5 là chắc chắn bởi vì chính bà đã yêu cầu Tu viện Westminter tổ chức sinh nhật cho mình vào ngày này hằng năm.
Về năm sinh của bà, Ngài William Dugdale, một nhà khảo cổ sống ở thế kỷ 17 cho biết rất có thể bà sinh vào năm 1441, thông qua một loạt điều tra về lý lịch các nhân vật lịch sử được diễn ra ở Anh trong thời gian này. Rất nhiều học giả rành về tiểu sử của Margaret đã theo thuyết này trong suốt nhiều thời gian qua, song dựa theo báo cáo của Công tước John Beaufort dâng lên Quốc vương Henry VI của Anh, về ["Sự bảo hộ cho đứa con chưa chào đời"] của mình vào tháng 5 năm 1443, thì có vẻ Margaret có khả năng sinh vào năm 1443 hơn.

## Tuổi trẻ và hôn nhân

### Cuộc hôn nhân đầu tiên

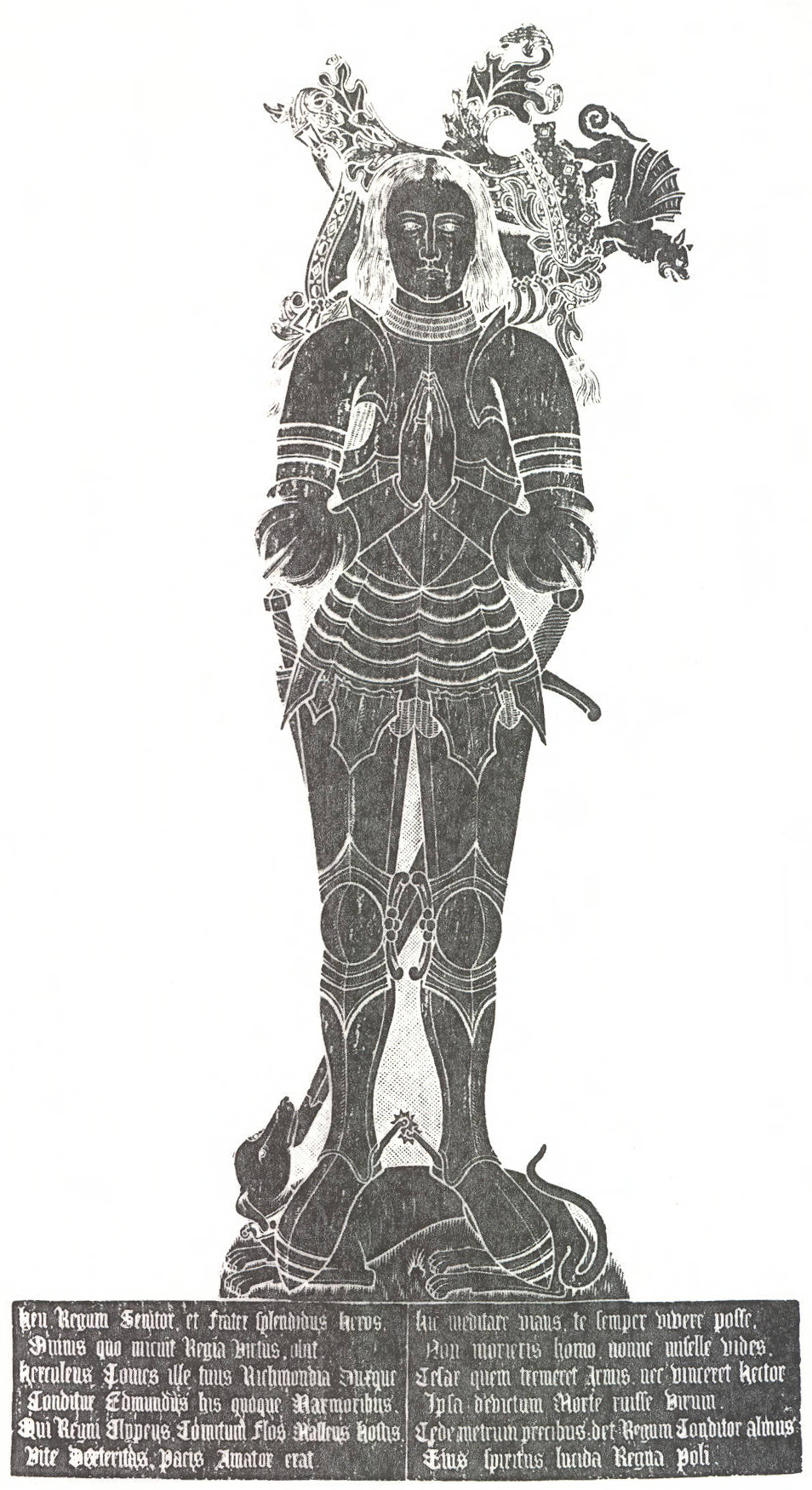
Họa lưu niệm Edmund Tudor tại Nhà thờ St David's, Pembrokeshire.

Với tư cách là một chư hầu có dòng dõi vương thất (Tenant-in-chief), Công tước John Beaufort sau khi từ Pháp trở về từ chiến dịch quân sự phục vụ Vua Henry, đã bị nhà vua đình chỉ sự có mặt khỏi triều đình trong khi có những ý kiến kết tội ông mưu phản. Theo Thomas Basin, Công tước qua đời vì bệnh, nhưng theo sách Croyland Chronicle thì ông đã tự sát - một hành động nghiêm trọng đối với người Công giáo.
Margaret Beaufort, vào thời điểm ấy chưa đến 5 tuổi, trở thành người thừa kế còn lại của cha bà. Vào thời gian Công tước John Beaufort hấp hối, phu nhân Margaret Beauchamp đã mang thai, nhưng nhanh chóng bị sẩy thai, khiến cho Margaret vẫn là người thừa kế duy nhất. Vào năm sinh nhật tròn 1 tuổi, Vua Henry đã ủy nhiệm bà được bảo trợ bởi William de la Pole, Công tước thứ 1 xứ Suffolk, dù thực tế bà vẫn được nuôi dạy trực tiếp bởi mẹ mình.
Chưa đến 5 tuổi, Margaret Beaufort đã được cưới cho John de la Pole, con trai và cũng là người thừa kế của William de la Pole. Buổi lễ diễn ra vào cuối tháng 1 và đầu tháng 2 năm 1444, khi Margaret còn chưa tròn 1 tuổi. Tuy vậy, có một hồ sơ khác đưa ra cuộc hôn nhân này diễn ra đến tận năm 1450, sau khi William de la Pole bị bắt giữ và tìm kiếm hi vọng cho đứa con trai của mình. Để thực hiện, họ phải xin Giáo hoàng làm phép giải trừ vì cả hai có dòng dõi rất gần nhau. Dẫu vậy, Margaret trong cuộc đời mình chưa bao giờ công nhận cuộc hôn nhân này, chỉ 3 năm sau, Vua Henry đã vô hiệu hóa cuộc hôn nhân này và giao sự bảo hộ cho bà đến hai đứa em cùng mẹ khác cha, là Edmund Tudor và Jasper Tudor, và Edmund sau đó trở thành chồng của bà. Trong di chúc của mình, bản thân Margaret cũng xác nhận Edmund mới là người chồng đầu tiên.
Thực tế, Vua Henry đã có kế hoạch gả bà cho Edmund Tudor ngay trước cả khi cuộc hôn nhân giữa bà và John de la Pole bị vô hiệu hóa. Edmund là con trai cả của Thái hậu Catherine của Pháp qua cuộc tái hôn với Owen Tudor. Năm 1455, ngày 1 tháng 11, hôn lễ giữa bà và Edmund diễn ra, khi bà 12 tuổi, còn Edmund đã 24 tuổi. Vào thời điểm đó, cuộc chiến Hoa hồng diễn ra, Edmund là phe Lancaster nên đã bị phe York bắt giữ và cầm tù chỉ ngay 1 năm sau khi kết hôn với Margaret. Cùng năm ấy, tháng 11, Edmund qua đời vì bệnh truyền nhiễm, trong khi Margaret đã mang thai 7 tháng. Dưới sự bảo trợ của người em chồng là Jasper Tudor, Margaret cho ra đời Henry Tudor vào ngày 28 tháng 1 năm 1457 tại Lâu đài Pembroke.
Lần sinh này cực kỳ khó khăn do Margaret vẫn còn quá trẻ, sau khi sinh Henry Tudor thì bà cũng không thể mang thai được nữa. Bà và con trai ở tại Lâu đài Pembroke mãi đến khi phe York giành phần thắng vào năm 1461, sau đó bà và con trai bị buộc nhượng lại quyền sở hữu lâu đài cho William Herbert, Bá tước thứ 1 xứ Pembroke. Đến khi lên 2 tuổi, Henry được đưa đến xứ Wales cho gia đình Tudor chăm sóc, và từ năm 14 tuổi thì phải qua Pháp trong sự lưu đày của triều đình York, bởi vì Henry có liên hệ thuộc hàng thừa kế của nhà Lancaster. Trong thời gian ấy, bà liên tục tái hôn để giữ địa vị tại nước Anh, và tiếp tục liên lạc với con trai Henry bằng thư từ.

### Liên tiếp tái hôn

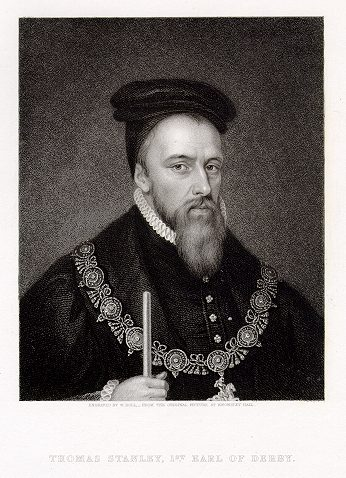
Thomas Stanley, Bá tước Derby thứ nhất.

Ngày 3 tháng 1 năm 1458, Margaret tái hôn với Sir Henry Stafford, con trai của Humphrey Stafford, Công tước Buckingham thứ nhất, một người hơn Margaret tới gần hơn 20 tuổi, và Margaret năm ấy còn chưa đến 16 tuổi. Lễ cưới được cho là diễn ra tại Lâu đài Maxstoke, và đây là một cuộc hôn nhân sắp đặt, cũng như hết sức cần thiết cho Margaret bởi vì cả hai là họ hàng, và thực tế thì kế hoạch kết hôn này đã được diễn ra vào ngày 6 tháng 4 năm 1457, chỉ tầm 3 tháng sau khi Margaret sinh ra Henry Tudor. Theo ghi chép cá nhân của những người phục vụ cho cặp vợ chồng này, cũng như là qua thư từ giữa họ, thì cuộc hôn nhân này có vẻ hạnh phúc. Và dù Công tước Buckingham đã di chúc để lại cho Henry khá nhiều lãnh địa, nhưng thực tế việc chi tiêu của gia đình này đều đến từ tài sản mà Margaret thừa hưởng được. Họ sống trong Lâu đài Bourne vùng Lincolnshire.
Năm 1471, Henry Stafford qua đời khi tham gia Trận Barnet, chiến đấu cho nhà York. Và phu nhân Margaret, khi ấy 28 tuổi, lại trở thành góa phụ. Rất nhanh sau đó, vào tháng 6 năm 1472, Margaret tái hôn với Thomas Stanley, người đang là Đại Đốc quân (Lord High Constable) và là Lãnh chúa của Đảo Man (Ree Vannin) của nước Anh. Cuộc tái hôn cuối cùng này về cơ bản chỉ là hôn nhân ích lợi, cả hai đều nắm giữ tài sản riêng, nhóm học giả Jones & Underwood chỉ ra rằng bản thân Margaret chưa bao giờ xem mình là người của họ Stanley. Cuộc tái hôn này giúp cho Margaret có thể tham dự vào triều đình của Quốc vương nhà York là Edward IV của Anh, và bà trở thành bảo mẫu cho các Công chúa nhà York, con gái của Vương hậu Elizabeth Woodville.
Sau cái chết của Vua Edward, em trai ông ta là Richard lên ngôi, khiến Margaret tiếp tục trở thành Thị tùng cho Vương hậu mới, Anne Neville, chính Margaret đã tham dự buổi đăng quang của hai vợ chồng này với tư cách Trưởng Thị tùng, có nhiệm vụ giúp nâng áo Bào của Vương hậu. Sau đó, Vua Richard bắt đầu để ý và dè chừng Margaret, khi cho tước đoạt toàn bộ tước vị và tài sản mà bà thừa kế, và một phần trong ấy chuyển giao cho chồng bà, Thomas Stanley, người lãnh nhiệm vụ giám sát và bảo hộ tài sản.
Bất mãn với Vua Richard, Margaret sau đó bí mật liên minh với Thái hậu Elizabeth Woodville, gây nên Cuộc nổi loạn Buckingham, khiến Công tước Buckingham là Henry Stafford, em rể của Thái hậu Elizabeth, bị phán trọng tội và xử tử. Vì cái chết của hai người con trai, Elizabeth Woodville quyết định trả thù Vua Richard, khi ủng hộ con trai của Margaret là Henry Tudor kế vị ngai vàng nước Anh, và đổi lại Henry phải hứa hôn với con gái cả của Elizabeth Woodville, tức Elizabeth xứ York.

## Đức bà Vương mẫu
Khi Trận Bosworth diễn ra, Thomas Stanley tuy sát cánh cùng Vua Richard trong cuộc bình định Công tước Buckingham, nhưng lại không đáp lại lời kêu gọi của Vua Richard trong trận chiến sinh tử này. Khi trận chiến kết thúc, chính Stanley đã lấy vương miện của Vua Richard đặt lên đầu con trai của Margaret, Henry Tudor, trở thành Henry VII của Anh, và Vua Henry sau đó đã phong cho cha dượng làm Bá tước Derby. Phu nhân Margaret lúc này được biết đến là [Bá tước phu nhân Richmond và Derby], và bà cũng được hưởng danh hiệu [Lady Companion] trong hàng Huy hiệu cấp Garter (Order of the Garter).

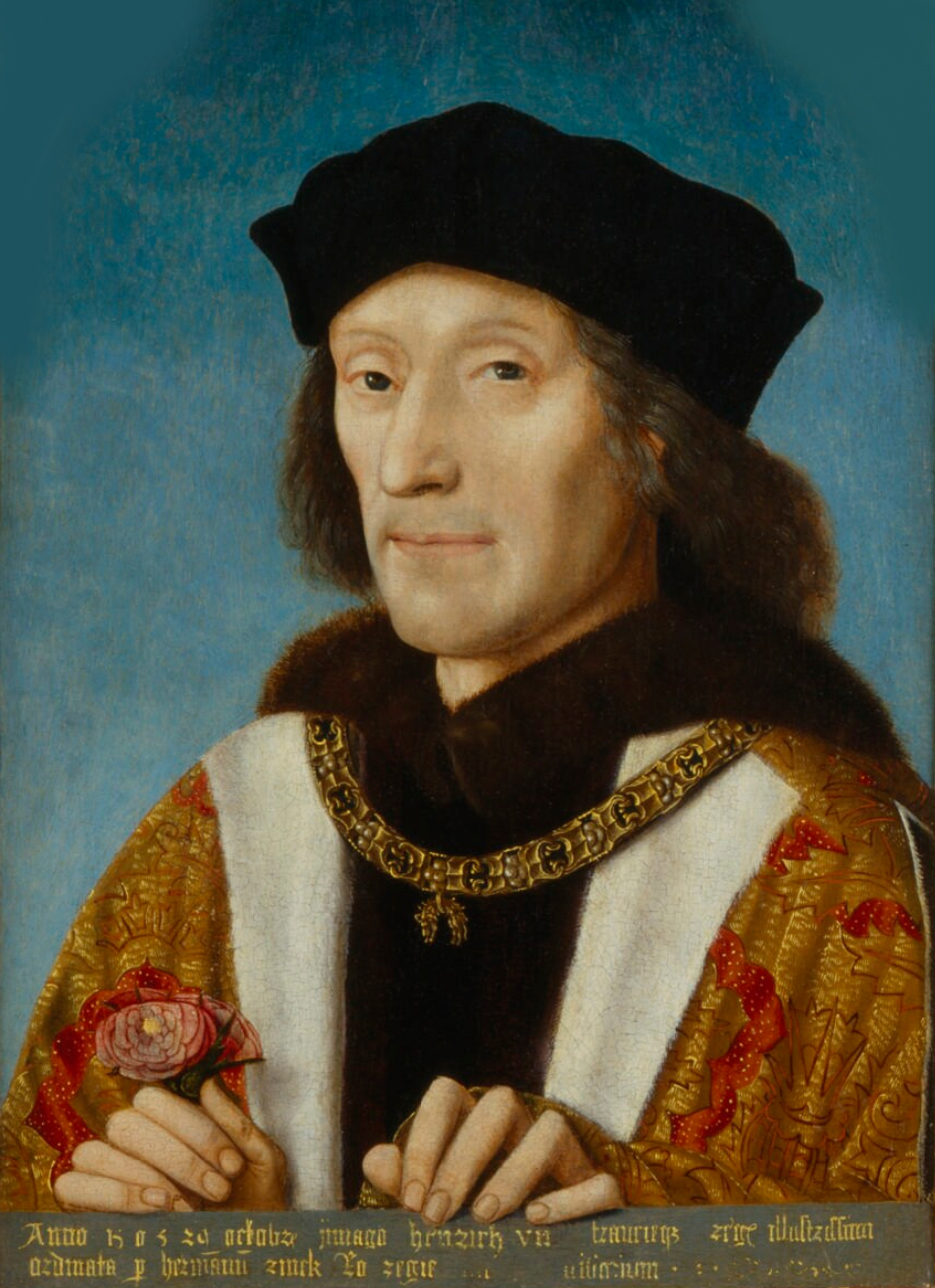
Henry VII nước Anh, con trai của Margaret Beaufort.

Với địa vị là mẹ của nhà vua, phu nhân Margaret được tôn kính gọi là 「My Lady the King's Mother」, có thể được hiểu theo tiếng Việt thành 「"Đức bà Vương mẫu"」 hay 「"Đức bà, Thân mẫu của nhà Vua"」. Thế nhưng bà không bao giờ có thể được xưng tụng thành Thái hậu. Điều này là bắt buộc ở triều đình Châu Âu và cũng là điểm khác biệt lớn đối với Đông Á.
Theo quy định trình tự tước hiệu Châu Âu, vốn coi trọng dựa trên hôn nhân, trừ phi là Vương hậu của một vị Quốc vương trước đó, thì không ai có thể được gọi là Vương thái hậu (Dowager Queen hay Queen Dowager hoặc Queen Mother), cho dù là mẹ ruột của nhà vua. Vào lúc này, Elizabeth Woodville là Vương hậu của Vua Edward IV, cho nên trong triều đình lúc ấy người được gọi là Thái hậu chính là Elizabeth Woodville, dù thực tế rằng Elizabeth chỉ là mẹ vợ của Vua Henry. Phu nhân Margaret, lúc này có tước hiệu vừa sau Elizabeth Woodville, vừa sau con dâu là Elizabeth xứ York, nhưng bà vẫn nhận được sự tôn trọng hơn bất kỳ phụ nữ quý tộc nào khác. Tuy nhiên từ năm 1487, Thái hậu Elizabeth đã vì lý do an dưỡng mà chuyển khỏi triều đình Tudor, nhiều nhà sử học tin rằng đây là động thái của Vua Henry nhằm bảo vệ và khuếch trương địa vị của mẹ mình. Bởi vì không có được danh hiệu tương xứng, phu nhân Margaret chắc chắn phải xếp sau hay thậm chí là hành lễ với con dâu bà, Vương hậu Elizabeth. Dẫu vậy, nhà Vua Henry cũng cố gắng để mẹ mình ở trên tất cả các quý phu nhân khác trong triều đình, chỉ dưới một mình Elizabeth. Theo sự chỉ định của Vua Henry, trang phục mà bà mặc đều có chất liệu y hệt của Vương hậu, và bà chỉ phải đứng sau nửa bậc so với Vương hậu trong những dịp lễ công khai.
Trong thư từ của mình, khi ký tên, Margaret đã ký ["M. Richmond"] từ những năm 1460, nhưng từ năm 1499 lại chuyển thành [Margaret R.], trong đó "R" có lẽ là viết tắt của "Regina", tức "Queen" để biểu thị và phóng đại hóa địa vị của bà, kèm theo dòng chữ Latinh là ["et mater Henrici septimi regis Angliæ et Hiberniæ"], có nghĩa 「"và là mẹ của Henry VII, Quốc vương nước Anh và Ireland"」.
Vấn đề về tầm ảnh hưởng của Margaret lên triều đình Henry VII cho đến nay vẫn có tranh cãi. Ngoài mặt, Margaret nổi tiếng vì lòng mộ đạo và bận rộn trong các công tác từ thiện và xây dựng trường học - những việc gây dựng danh tiếng chủ yếu cho cuộc đời bà - một mặt bà cũng được ghi nhận có ảnh hưởng nhất định với Vua Henry, thậm chí có phần vượt trên Elizabeth xứ York. Căn cứ ghi nhận về viên công sứ người Tây Ban Nha là Pedro de Ayala khi ông đến triều đình Henry VII những năm 1498, đã ghi lại:「"Quốc vương bị ảnh hưởng rất nhiều bởi mẹ ông, sức ảnh hưởng của bà ta cũng đến với các cận thần của ông, từ những vấn đề lớn và vấn đề cá nhân của Quốc vương"」. Những năm đầu trị vì của Henry VII, Margaret luôn đi cùng nhà Vua và Vương hậu trong các chuyến công du khắp vương quốc. Và mặc cho nhiều ý kiến sức ảnh hưởng của Margaret lên triều đình Tudor thời gian này là "lòng biết ơn" của Henry VII với mẹ mình và Margaret có vẻ bị động, thì Gristwood chỉ ra rằng Margaret có sự chủ động trong việc củng cố địa vị của bản thân trong triều đình mới của con trai mình:
| “                                                                                             | A place had to be created for the sort of "King's mother" Margaret was determined to be. Perhaps if Margaret had become a Queen, a role that she clearly felt Fortune had denied her, she would not have felt the need to press for her rights quite so stridently... . "Một chỗ phải được thiết lập để chuẩn bị dành cho Đức bà Vương mẫu, Margaret, một đặc quyền vốn phải thuộc về bà. Có lẽ nếu Margaret có cơ hội thành Vương hậu, một vị trí mà bà cho rằng may mắn đã từ chối bà, thì hẳn bà đã không cần phải rình rang khẳng định địa vị của mình như vậy"... | ” |
| — Trang 258, Blood Sisters: The Women Behind the Wars of the Roses của Sarah Gristwood (2013) | |   |

Về sau, khoảng năm 1499, qua sự đồng ý của Thomas Stanley, Margaret đã thề một 「"Lời thề trinh nguyên"; Vow of Chastity」 dưới sự chứng kiến của Richard FitzJames, Giám mục của London. Thề nguyện một lời thề trinh nguyên ngay khi còn giữ hôn nhân là một hành động rất hiếm vào lúc ấy, dù không phải chưa có tiền lệ, do đó Margaret liền tách khỏi Stanley mà về sống tại Collyweston, Northamptonshire (gần Stamford), thế nhưng Stanley vẫn duy trì thời gian đến thăm bà và được bà dành một căn phòng cố định. Vì việc bà dời về trụ sở riêng tại Collyweston, Margaret cũng được ủy nhiệm cai trò tư pháp của miền Trung du và phía Bắc nước Anh. Bà tiếp tục có vai trò lớn trong gia đình Henry VII khi chủ trì các loại nghi lễ rửa tội và có ảnh hưởng trong việc giáo dục các Vương tử và Vương nữ. Và mặc dù thường được mô tả đối nghịch với con dâu Elizabeth, Margaret trên thực tế cùng con dâu mình chủ trì các sắp xếp hôn nhân của con cháu họ, đặc biệt là việc cố gắng không để Margaret Tudor phải gả đi cho vị Quốc vương già của Vương quốc Scotland. Về khía cạnh này, như Gristwood đề cập, bà có vai trò rõ ràng trong việc cố gắng không để đứa cháu cùng tên phải chịu số phận như của mình.
Sau khi Vương hậu Elizabeth rồi Arthur, Thân vương xứ Wales lần lượt qua đời, Margaret giữ vai trò "Đệ nhất Đức bà" tại triều đình, cũng từ đó nhúng tay vào việc sắp xếp tốt vị trí Trữ quân cho người cháu còn lại, Henry, bằng cách thăng chức cho các cận thần tùy hầu của Henry.

## Qua đời và di sản

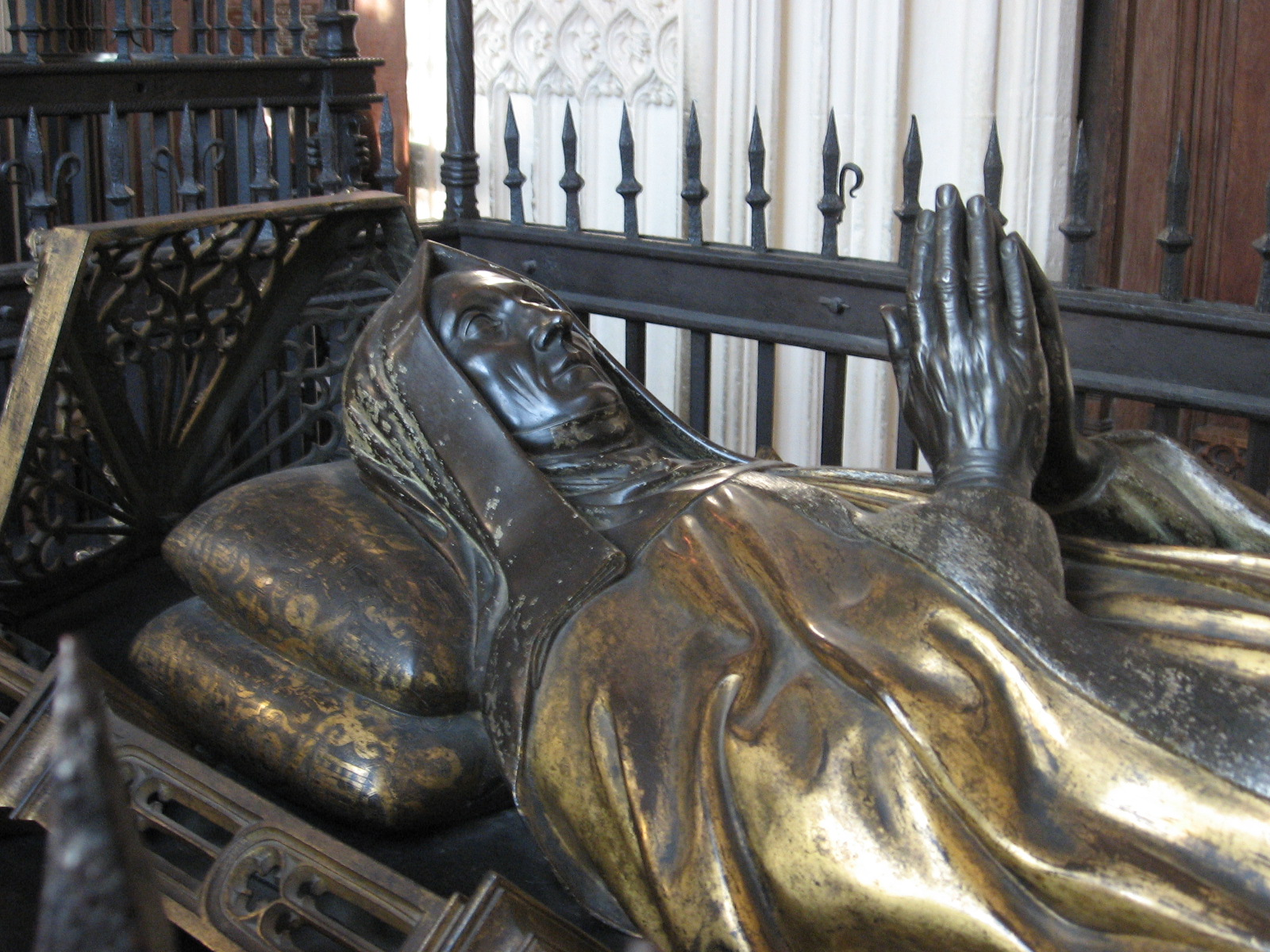
Phần hình tượng nằm chắp tay được khắc trên mộ của Margaret Beaufort. Theo truyền thống Châu Âu thì phần tượng này đại diện cho chủ quan tài, tương tự như tranh thờ hay tượng thờ của Đông Á.

Năm 1509, ngày 21 tháng 4, Vua Henry VII qua đời, trong di chúc của mình, nhà vua đã chỉ định cho mẹ mình là phu nhân Margaret chủ trì cho toàn bộ sự việc, bao gồm tổ chức tang lễ cho mình và sắp xếp cho người thừa kế, Henry, đăng quang và trở thành Henry VIII của Anh. Trong tang lễ của Henry VII, phu nhân Margaret xuất hiện với vị trí cao hơn tất cả các người phụ nữ thuộc Vương thất và quý tộc, bao gồm vị Vương hậu tương lai, Catalina của Aragón. Cùng năm đó, ngày 29 tháng 6, phu nhân Margaret qua đời trong một gian Tu viện trong Tu viện Westminter, chỉ 1 ngày sau sinh nhật thứ 18 của cháu trai Henry VIII, sau 2 tháng từ khi Henry VII qua đời và 5 ngày sau khi chứng kiến cháu trai Henry VIII được làm lễ lên ngôi tại Tu viện Westminster. Bà được chôn cất trong Án thờ Henry VII, cũng ở trong Tu viện Westminter, giữa mộ của William II của Anh, Mary II của Anh và Mary I của Scotland.
Phần tượng tạc mộ của bà được làm bởi Pietro Torrigiano, một nhà điêu khắc người Ý, có lẽ đã được triệu gọi đến nước Anh vào thời gian Henry VII vừa qua đời. Bức tượng đồng mạ vàng trên mộ mô tả Margaret nằm trên gối, một mô-típ tương đối điển hình của tượng mộ Châu Âu, hai tay bà giơ lên và chắp tay như tư thế cầu nguyện, trang phục của bà là một tấm áo rộng khá điển hình cho phụ nữ góa phụ thời điểm ấy. Erasmus đã viết dòng chữ Latinh trên mộ của bà, với ý nghĩa:「"Margaret, Bá tước phu nhân xứ Richmond, mẹ của Henry VII, bà nội của Henry VIII, người đã quyên góp ba thầy tu cho Tu viện này, một Trường học ở Wimborne, một người thuyết giáo cho khắp nước Anh, cùng hai giảng viên cho Scripture, một ở Oxford, còn một ở Cambridge. Đó cũng là nơi bà thành lập hai trường đại học, một tận tụy cho Chúa, một cho Thánh sử Gioan"」.

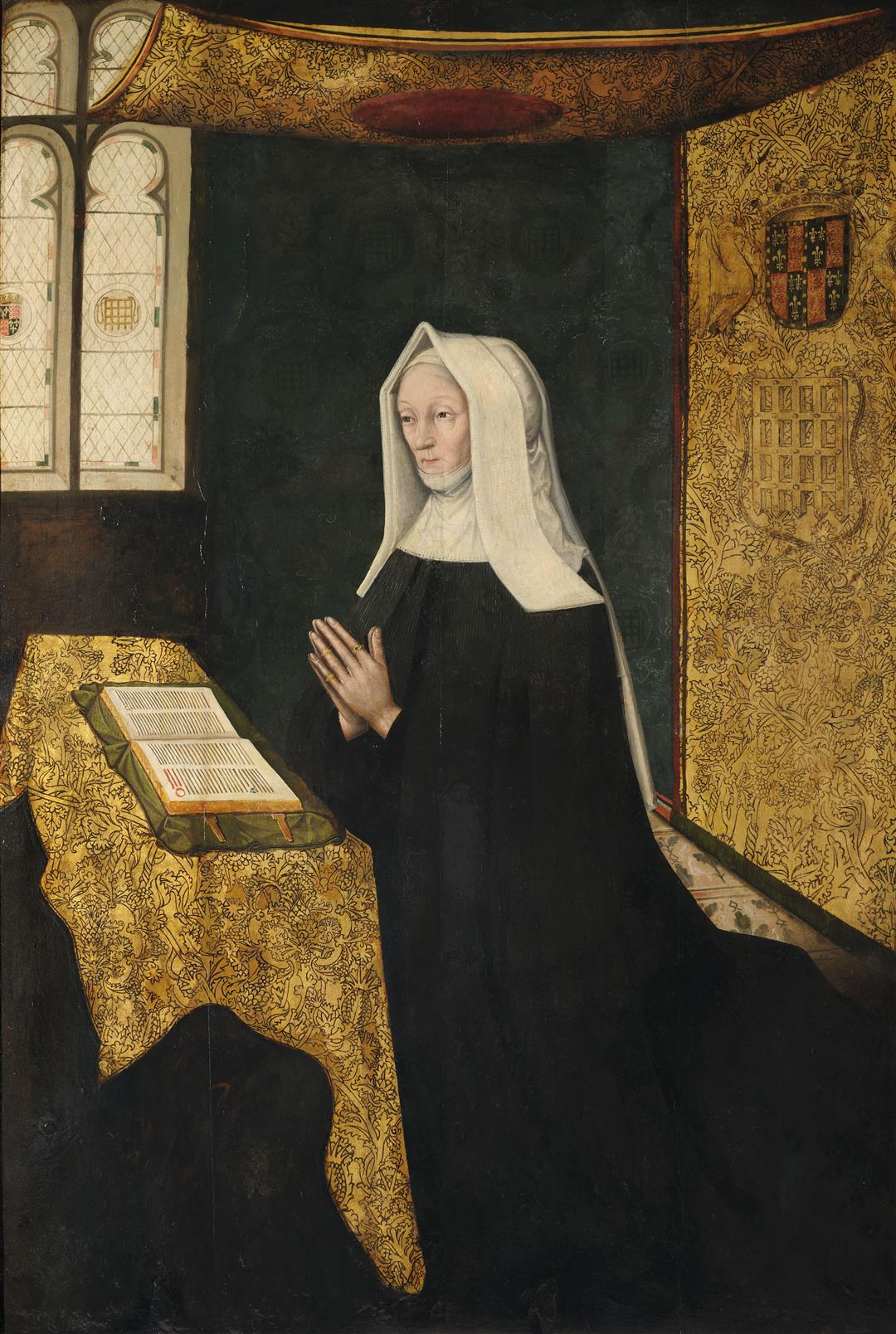
Lady Margaret Beaufort, bởi Meynnart Wewyck, những năm 1510, hiện còn ở St John's College, Cambridge.

| “                                                               | She was bounteous and lyberal to every Person of her Knowledge or acquaintance. Avarice and Covetyse she most hated, and sorowed it full moche in all persons, but specially in ony that belong'd unto her. She was of syngular Easyness to be spoken unto, and full curtayse answere she would make to all that came unto her. Of marvayllous gentyleness she was unto all folks, but specially unto her owne, whom she trustede, and loved ryghte tenderly. Unkynde she woulde not be unto no creature, ne forgetful of ony kyndeness or servyce done to her before, which is no lytel part of veray nobleness. She was not vengeable ne cruell, but redy anone to forgete and to forgyve injuryes done unto her, at the least desyre or mocyon made unto her for the same. Mercyfull also and pyteous she was unto such as was greyved and wrongfully troubled, and to them that were in Poverty and sekeness, or any other mysery. (Tạm thời chưa dịch được vì có nhiều từ vựng tiếng Anh cổ) | ” |
| — John Fisher, 1509, lời thuyết giáo trong lễ tang của Margaret | |   |

Phu nhân Margaret nổi tiếng vì lòng mộ đạo và là người bảo trợ học vấn (tất nhiên khi ấy là học vấn tôn giáo), lập ra rất nhiều trường học phục vụ cho mục đích truyền đạo. Năm 1497, bà có ý định thành lập một trường công ở Wimborne. Sau cái chết của bà, ngôi trường này bị giải thể, và thay bằng Queen Elizabeth's School, Wimborne Minster. Khoảng năm 1502, bà tạo ra chức Giáo sư Thân khoa học (Professor of Divinity) ở trường Đại học Cambridge. Sang năm 1505, bà tái lập và mở rộng khu vực God's House ở Cambridge thành trường Trường đại học Christ's College, Cambridge với những hiến chương và đặc quyền được cung cấp bởi chính Quốc vương nước Anh. Từ đó, phu nhân Margaret nổi tiếng ở nước Anh vì là người phụ nữ đầu tiên chuyên tâm và cống hiến lớn cho việc tạo nên các trường đại học danh tiếng còn tồn tại của nước Anh. Trường Margaret Beaufort Middle School tại Riseley, Bedfordshire được đặt theo tên của bà.

## Trong văn hóa đại chúng
Lady Margaret Beaufort là nhân vật của hai tiểu thuyết của Betty King, The Lady Margaret (1965) và The King's Mother (1969), đều lấy sự kiện Lady Margaret kết hôn và trở thành góa phụ, giúp Henry VII lên ngôi.
Tiếp theo đó, bà còn là nhân vật chính trong tiểu thuyết The Red Queen (2010) của nữ nhà văn Philippa Gregory, rồi nhân vật phụ trong loạt tiểu thuyết cùng hệ liệt là The Constant Princess (2005), The White Queen (2009), The Lady of the Rivers (2011), The Kingmaker's Daughter (2012) và The White Princess (2013), trở thành nhân vật nữ xuất hiện nhiều nhất, 8 của tổng 15 cuốn trong hệ liệt Cousins' War của tác giả này. Ngoài ra, bà còn là nhân vật phụ trong Das Spiel der Könige (2007) của Rebecca Gablé, và là một trong 2 nhân vật trung tâm trong cuốn Succession (2014) của Livi Michael.
Về phương diện phim ảnh, Lady Margaret được diễn bởi Marigold Sharman trong bộ The Shadow of the Tower (1972) của đài BBC. Bà được thể hiện là một người tham vọng mà cũng rất ngoan đạo, cực kỳ tàn nhẫn với ai ngáng đường con trai bà lên ngôi. Cách xây dựng này cũng là cách mà nữ nhà văn Philippa Gregory thể hiện khi viết về bà trong loạt tiểu thuyết của mình. Khi tiểu thuyết của Philippa Gregory được đài STARZ chuyển thể, Lady Margaret xuất hiện trong loạt phim này như một nhân vật tham vọng mà lấy sự ngoan đạo làm bình phong. Ba phim có sự xuất hiện của Lady Margaret dựa theo loạt tiểu thuyết của Philippa Gregory gồm:
- The White Queen (2013), chuyển thể The White Queen, The Red Queen cùng The Kingmaker's Daughter, nữ diễn viên Amanda Hale.
- The White Princess (2017), chuyển thể từ The White Princess, nữ diễn viên Michelle Fairley.
- The Spanish Princess (2019), chuyển thể từ The Constant Princess cùng The King's Curse, nữ diễn viên Harriet Walter.

Trong loạt xây dựng của Philippa Gregory, Margaret Beaufort là một người với vẻ ngoài ngoan đạo, nhưng bị hoàn cảnh tác động mà rất cố chấp tin tưởng con trai mình sẽ trở thành Quốc vương nước Anh. Trong loạt tiểu thuyết này thiết kế Margaret thực ra yêu Jasper Tudor, em trai của người chồng đầu tiên của bà và là chú của con trai bà, Henry Tudor. Mang theo cách xây dựng này, STARZ qua các loạt phim đều thể hiện Margaret Beaufort là một người cay độc, luôn không hề thỏa mãn với địa vị 「My Lady the King's mother」, mà luôn chèn ép con dâu Elizabeth cùng cháu dâu Catalina, để vĩnh viễn đặt bản thân ở vị trí cao nhất với danh nghĩa bảo vệ ngai vàng nhà Tudor.

## Tổ tiên
| \| \| \| \| \| \| \| \| \| \| \| 8. John xứ Gaunt, Công tước xứ Lancaster \| \| \| \| \| \| \| \| \| \| \| \| \| \| \| \| \| \| \| \| \| \| \| \| \| \| \| \| \| \| \| \| \| \| \| \| \| \| \| \| \| \| \| \| \| \| \| \| \| \| \| 4. John Beaufort, Bá tước Somerset thứ nhất \| \| \| \| \| \| \| \| \| \| \| \| \| \| \| \| \| \| \| \| \| \| \| \| \| \| \| \| \| \| \| \| \| \| \| \| \| \| \| \| \| \| \| \| \| \| \| \| \| \| \| \| \| \| \| \| \| \| \| \| 9. Katherine Swynford \| \| \| \| \| \| \| \| \| \| \| \| \| \| \| \| \| \| \| \| \| \| \| \| \| \| \| \| \| \| \| \| \| \| \| \| \| \| \| \| \| \| \| \| \| \| \| \| \| \| \| \| \| \| \| \| \| \| \| \| 2. John Beaufort, Công tước Somerset thứ nhất \| \| \| \| \| \| \| \| \| \| \| \| \| \| \| \| \| \| \| \| \| \| \| \| \| \| \| \| \| \| \| \| \| \| \| \| \| \| \| \| \| \| \| \| \| \| \| \| \| \| \| \| \| \| \| \| \| \| \| \| 10. Thomas Holland, Bá tước xứ Kent thứ hai \| \| \| \| \| \| \| \| \| \| \| \| \| \| \| \| \| \| \| \| \| \| \| \| \| \| \| \| \| \| \| \| \| \| \| \| \| \| \| \| \| \| \| \| \| \| \| \| \| \| \| \| \| \| \| \| \| \| \| \| 5. Margaret Holland \| \| \| \| \| \| \| \| \| \| \| \| \| \| \| \| \| \| \| \| \| \| \| \| \| \| \| \| \| \| \| \| \| \| \| \| \| \| \| \| \| \| \| \| \| \| \| \| \| \| \| \| \| \| \| \| \| \| \| \| 11. Alice FitzAlan \| \| \| \| \| \| \| \| \| \| \| \| \| \| \| \| \| \| \| \| \| \| \| \| \| \| \| \| \| \| \| \| \| \| \| \| \| \| \| \| \| \| \| \| \| \| \| \| \| \| \| \| \| \| \| \| \| \| \| \| 1. Lady Margaret Beaufort \| \| \| \| \| \| \| \| \| \| \| \| \| \| \| \| \| \| \| \| \| \| \| \| \| \| \| \| \| \| \| \| \| \| \| \| \| \| \| \| \| \| \| \| \| \| \| \| \| \| \| \| \| \| \| \| \| \| \| \| 12. Sir Roger Beauchamp \| \| \| \| \| \| \| \| \| \| \| \| \| \| \| \| \| \| \| \| \| \| \| \| \| \| \| \| \| \| \| \| \| \| \| \| \| \| \| \| \| \| \| \| \| \| \| \| \| \| \| \| \| \| \| \| \| \| \| \| 6. John Beauchamp \| \| \| \| \| \| \| \| \| \| \| \| \| \| \| \| \| \| \| \| \| \| \| \| \| \| \| \| \| \| \| \| \| \| \| \| \| \| \| \| \| \| \| \| \| \| \| \| \| \| \| \| \| \| \| \| \| \| \| \| 13. Mary \| \| \| \| \| \| \| \| \| \| \| \| \| \| \| \| \| \| \| \| \| \| \| \| \| \| \| \| \| \| \| \| \| \| \| \| \| \| \| \| \| \| \| \| \| \| \| \| \| \| \| \| \| \| \| \| \| \| \| \| 3. Margaret Beauchamp xứ Bletso \| \| \| \| \| \| \| \| \| \| \| \| \| \| \| \| \| \| \| \| \| \| \| \| \| \| \| \| \| \| \| \| \| \| \| \| \| \| \| \| \| \| \| \| \| \| \| \| \| \| \| \| \| \| \| \| \| \| \| \| 14. John Stourton \| \| \| \| \| \| \| \| \| \| \| \| \| \| \| \| \| \| \| \| \| \| \| \| \| \| \| \| \| \| \| \| \| \| \| \| \| \| \| \| \| \| \| \| \| \| \| \| \| \| \| \| \| \| \| \| \| \| \| \| 7. Edith Stourton \| \| \| \| \| \| \| \| \| \| \| \| \| \| \| \| \| \| \| \| \| \| \| \| \| \| \| \| \| \| \| \| \| \| \| \| \| \| \| \| \| \| \| |                                               |  |  |  |  |  |  |  |  |                                          |  |  |  |
| |                                               |  |  |  |  |  |  |  |  | 8. John xứ Gaunt, Công tước xứ Lancaster |  |  |  |
| |                                               |  |  |  |  |  |  |  |  |                                          |  |  |  |
| |                                               |  |  |  |  |  |  |  |  |                                          |  |  |  |
| |                                               |  |  |  |  |  |  |  |  |                                          |  |  |  |
| | 4. John Beaufort, Bá tước Somerset thứ nhất   |  |  |  |  |  |  |  |  |                                          |  |  |  |
| |                                               |  |  |  |  |  |  |  |  |                                          |  |  |  |
| |                                               |  |  |  |  |  |  |  |  |                                          |  |  |  |
| |                                               |  |  |  |  |  |  |  |  |                                          |  |  |  |
| | 9. Katherine Swynford                         |  |  |  |  |  |  |  |  |                                          |  |  |  |
| |                                               |  |  |  |  |  |  |  |  |                                          |  |  |  |
| |                                               |  |  |  |  |  |  |  |  |                                          |  |  |  |
| |                                               |  |  |  |  |  |  |  |  |                                          |  |  |  |
| | 2. John Beaufort, Công tước Somerset thứ nhất |  |  |  |  |  |  |  |  |                                          |  |  |  |
| |                                               |  |  |  |  |  |  |  |  |                                          |  |  |  |
| |                                               |  |  |  |  |  |  |  |  |                                          |  |  |  |
| |                                               |  |  |  |  |  |  |  |  |                                          |  |  |  |
| | 10. Thomas Holland, Bá tước xứ Kent thứ hai   |  |  |  |  |  |  |  |  |                                          |  |  |  |
| |                                               |  |  |  |  |  |  |  |  |                                          |  |  |  |
| |                                               |  |  |  |  |  |  |  |  |                                          |  |  |  |
| |                                               |  |  |  |  |  |  |  |  |                                          |  |  |  |
| | 5. Margaret Holland                           |  |  |  |  |  |  |  |  |                                          |  |  |  |
| |                                               |  |  |  |  |  |  |  |  |                                          |  |  |  |
| |                                               |  |  |  |  |  |  |  |  |                                          |  |  |  |
| |                                               |  |  |  |  |  |  |  |  |                                          |  |  |  |
| | 11. Alice FitzAlan                            |  |  |  |  |  |  |  |  |                                          |  |  |  |
| |                                               |  |  |  |  |  |  |  |  |                                          |  |  |  |
| |                                               |  |  |  |  |  |  |  |  |                                          |  |  |  |
| |                                               |  |  |  |  |  |  |  |  |                                          |  |  |  |
| | 1. Lady Margaret Beaufort                     |  |  |  |  |  |  |  |  |                                          |  |  |  |
| |                                               |  |  |  |  |  |  |  |  |                                          |  |  |  |
| |                                               |  |  |  |  |  |  |  |  |                                          |  |  |  |
| |                                               |  |  |  |  |  |  |  |  |                                          |  |  |  |
| | 12. Sir Roger Beauchamp                       |  |  |  |  |  |  |  |  |                                          |  |  |  |
| |                                               |  |  |  |  |  |  |  |  |                                          |  |  |  |
| |                                               |  |  |  |  |  |  |  |  |                                          |  |  |  |
| |                                               |  |  |  |  |  |  |  |  |                                          |  |  |  |
| | 6. John Beauchamp                             |  |  |  |  |  |  |  |  |                                          |  |  |  |
| |                                               |  |  |  |  |  |  |  |  |                                          |  |  |  |
| |                                               |  |  |  |  |  |  |  |  |                                          |  |  |  |
| |                                               |  |  |  |  |  |  |  |  |                                          |  |  |  |
| | 13. Mary                                      |  |  |  |  |  |  |  |  |                                          |  |  |  |
| |                                               |  |  |  |  |  |  |  |  |                                          |  |  |  |
| |                                               |  |  |  |  |  |  |  |  |                                          |  |  |  |
| |                                               |  |  |  |  |  |  |  |  |                                          |  |  |  |
| | 3. Margaret Beauchamp xứ Bletso               |  |  |  |  |  |  |  |  |                                          |  |  |  |
| |                                               |  |  |  |  |  |  |  |  |                                          |  |  |  |
| |                                               |  |  |  |  |  |  |  |  |                                          |  |  |  |
| |                                               |  |  |  |  |  |  |  |  |                                          |  |  |  |
| | 14. John Stourton                             |  |  |  |  |  |  |  |  |                                          |  |  |  |
| |                                               |  |  |  |  |  |  |  |  |                                          |  |  |  |
| |                                               |  |  |  |  |  |  |  |  |                                          |  |  |  |
| |                                               |  |  |  |  |  |  |  |  |                                          |  |  |  |
| | 7. Edith Stourton                             |  |  |  |  |  |  |  |  |                                          |  |  |  |
| |                                               |  |  |  |  |  |  |  |  |                                          |  |  |  |
| |                                               |  |  |  |  |  |  |  |  |                                          |  |  |  |